# Baranyay József
Baranyay József (Kamocsa, 1876. szeptember 6. – Komárom, 1952. január 20.) újságíró, könyvtáros, helytörténész.

## Élete
A gimnáziumot Komáromban és Pápán végezte, majd Budapesten végzett jogot. 1906-tól 1945-ig könyvtáros. 1912-es alakulásától a Jókai Könyvnyomda elnöke. 1919 május 1-én internálták és csak 9 hónap elteltével szabadult. Utolsó éveit tanyi rokonainál töltötte. Komáromban nyugszik.
1904–1912 között szerkesztette a dunaszerdahelyi Csallóközi Lapokat, 1914–1919 között pedig a Komáromi Újságot és a Komáromi Kalendáriumot. 1920-ban a Vagyunk folyóiratot, majd a Barázda agrárpolitikai és kisebbségvédelmi újságot (1921–1926, 1936–1939) és a Csallóközi Naptárt (1921-1938), közben 1920–1944 között egyik szerkesztője a Komáromi Lapoknak is.
Komáromra és tágabb térségére, a Csallóközre vonatkozó történeti, néprajzi, művelődéstörténeti cikkeket közölt. Tagja volt a komáromi Jókai Közmívelődési és Muzeum Egyesületnek.

## Művei
- 1902 Mici, Gizi meg a Böske és egyéb elbeszélések
- 1908 Lucifer kisasszony és más egyebek. Budapest
- 1909 Emléklapok a komáromi ref. ifj. egyesület 1909. évi junius hó 8-án tartott zászlóavatási ünnepélyéről. Komárom
- 1911 A csallóközi aranymosás. Komárom
- 1911 A régi Csallóköz. Nagymegyer
- 1912 Fejedelemjárás Komáromvármegyében
- 1913 Komárommegye etnológiájához. Komárom - A Jókai Közmívelődési- és Muzeum Egyesület hivatalos értesítője I, 50-54.
- 1914 A komáromi nyomdászat és a komáromi sajtó története (függelék: A komáromi sajtó történelmi repertóriuma)
- 1920 Balogh Etus éjszakái és egyéb történetek
- Régi utazások Komárom vármegyében. A legrégibb időktől a múlt század közepéig; Spitzer Ny., Komárom, 1928
- Atlantisz, az elsüllyedt világrész. A legújabb kutatások eredményei; szerzői, Komárom, 1930
- 1938 Komárom a magyar népdalokban
- 1941 A komáromi magyar színészet története 1811–1941
- 1943 Mátyás király Csallóközben. In: Hanza Szövetkezeti Naptár 1943, 90-92.
- 1943 Komárom vármegye eltűnt, elpusztult községei, pusztái. Komáromi Lapok 1943. január 30. (5. szám)
- A vesztőhelytől az internáló táborig. Egy magyar újságíró élete a cseh megszállás alatt; szerzői, Komárom, 1943
- 1998 Kalandozások Komárom vármegyében
- 1998 Baranyay József (1876–1952) révkomáromi művelődéstörténész, sajtótörténész, a Komáromi Lapok szerkesztője írásaiból.
- 2002 Baranyay József nagyobb munkái. Csallóközi Kiskönyvtár. Pozsony
- A komáromi sajtó történeti repertóriuma. Budapest.

## Emlékezete

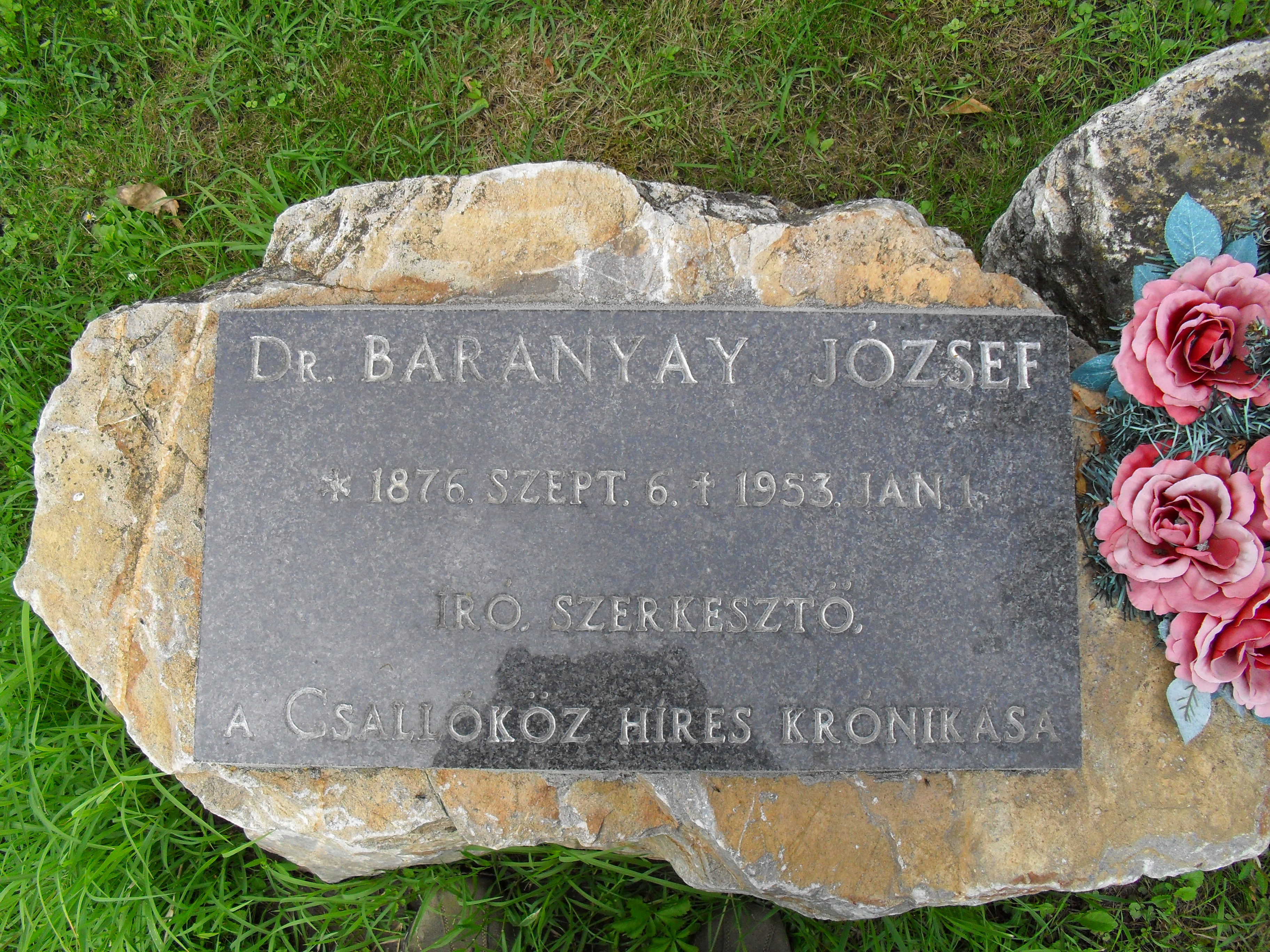
Emléktáblája Tanyon

- Emléktábla Tanyon és Kamocsán
- Komáromban utca viseli a nevét